# Maksimin Tračan
Maksimin Tračan (latinsko Gaivs Jvlivs Vervs Maximinvs Avgvstvs), znan tudi kot Maksimin I., je bil uzurpator in  cesar Rimskega cesarstva, ki je vladal v letih 235-238, * okoli 173, † 238.
Opisuje ga več antičnih virov, od katerih je bila med njegovo vladavino napisana samo Herodijanova Rimska zgodovina. Bil je prvi rimski cesar, ki nikoli ni bil v Rimu in prvi v nizu tako imenovanih vojaških cesarjev 3. stoletja.  Na njegovo vladavino se pogosto gleda kot na začetek krize tretjega stoletja. Umrl je v Akvileji med poskusom zatrtja upora senatorjev. 

## Vzpon na oblast
Maksimin je bil najverjetneje tračansko-rimskega porekla. Po podatkih v zelo nezanesljivi Historii Augusti je bil rojen v Trakiji ali Meziji. Oče je bil Got, mati pa Alanka. Podatek je zelo malo verjeten, ker je bila  prisotnost Gotov v Podonavju prvič potrjena šele po začetku krize tretjega stoletja.  
Maskimin je bil vsekakor nižjega stanu  in rojen v provinci, zato je senat nanj gledal kot na barbara in ga ni imel za pravega Rimljana,  četudi je cesar Karakala malo pred tem vsem svobodno rojenim prebivalcem cesarstva podelil rimsko državljanstvo. V mnogočem je bil  podoben kasnejšim tračansko-rimskim cesarjem iz 3.- 5. stoletja (Licinij, Galerij , Avreol, Leon Tračan in drugi), ki so svojo kariero začeli kot vojaki v eni od rimskih legij in jo končali na najvišjem državnem političnem položaju. V vojsko je vstopil že med vladanjem Septimija Severja, vendar je na pomemben položaj prišel šele potem, ko ga je cesar Aleksander Sever povišal v poveljnika legije.
Poveljeval je IV. italski legiji, sestavljeni iz rekrutov iz Panonije, ki so bili nezadovoljni zaradi Aleksandrovih plačil Alemanom in njegovemu izogibanju vojne. Vojaki, katerim so se pridružili tudi vojaki XXII. legije Primigenia, so na čelu z Maksiminom v Moguntiacu, sedanjem Mainzu, ubili mladega Aleksandra in njegovo mater. Pretorijska straža je zatem za novega cesarja razglasila Maksimina, kar je zaradi njegovega nizkega stanu z nezadovoljstvom potrdil rimski senat. Sin Maksim je postal cezar. 

## Vladanje

### Utrditev oblasti
Maksimin je sovražil plemstvo in bil neusmiljen do tistih, ki jih je sumil, da spletkarijo proti njemu. Po potrditvi cesarskega položaja je začel odstranjevati tesne Aleksandrove svetovalce.  Njegovi sumi so bili morda upravičeni, saj so odkrili dve zaroti proti njemu. Prva se je zgodila med njegovim pohodom čez Ren, v kateri je skupina častnikov s podporo vplivnih senatorjev nameravala  uničiti most preko Rena, da bi se ne mogel vrniti. Na njegovo mesto so nameravali izvoliti senatorja Magna. Zaroto so odkrili in zarotnike usmrtili. Drugo zaroto so načrtovali mezopotamski lokostrelci, zvesti pokojnemu Aleksandru. Zarotniki so nameravali za cesarja imenovati Kvartina, vendar je njihov vodja Makedo zamenjal strani in Kvartina umoril. Po umoru so ga kljub temu ubili.

### Obramba meja
Na Maksiminov prihod na prestol se pogosto gleda kot na začetek krize tretjega stoletja, znane tudi kot vojaška anarhija in kriza cesarstva, ki je trajala od leta 235 do 284 in je zaradi napadov od zunaj, notranjih državljanskih vojn in gospodarskega zloma  skoraj povzročila popoln razpad cesarstva.
Maksimin je najprej napadel Alemane in jih z veliki žrtvami porazil v močvirju Agri Decumates.  Po zmagi je dobil naslov Germanik Maksim. Sina Maksima je povišal na položaj cezarja in princepsa iuventutis in pobožil svojo kasnejšo ženo Pavlino.   V drugi invaziji globoko na germansko ozemlje je v bitki pri Harzhornu premagal Germane,  s čimer je vsaj za nekaj časa zavaroval germansko mejo. Čez zimo se je utaboril v Sirmiju v Panoniji in se pozimi 235-236 od tam vojskoval z Dačani in Sarmati.

### Gordijan I. in Gordijan II.
Na začetku leta 238 je v provinci Afriki zaradi državnih uradnikov, ki so z lažnimi sodnimi odločbami skorumpiranih sodišč izsiljevali nekaj lokalnih zemljiških posetnikov, izbruhnil splošen upor.  Lastniki zemljišč so oborožili svoje najemnike in njihove kmetijske delavce in vdrli v Thysdrus, sedanji El Džem v Tuniziji, kjer so umorili osovraženega  guvernerja in njegove telesne stražarje. Za novega cesarja in socesarja so izvolili priletnega guvernerja province Marka Antonija Gordijana Sempronijana (Gordijan I.) in njegovega sina sina (Gordijan II.). Rimski senat jima je prisegel zvestobo in obema podelil naslov avgusta in začel vzpodbujati druge province, naj ju podprejo. Maksimin se je takoj odzval. V Sirmiju zbral svojo vojsko in se odpravil na pohod na Rim in na poti priključil še panonske legije.
Medtem upor v Afriki ni potekal po načrtih. Provinca Afrika je na zahodu mejila na Numidijo, katere guverner Kapelijan je že dolgo let gojil zamero proti Gordijanoma. Na svojem ozemlju je imel III. legijo Augusto, s katero je napadel Kartagino in zlahka premagal njene branilce. Gordijan II. je bil v bojih ubit, Gordijan I. pa se je potem, ko je izvedel za sinovo smrt, obesil.

### Pupijen, Balbin in Gordijan III.
Po propadu afriškega upora se je senat znašel v veliki nevarnosti.  Zaradi podpore obema Gordijanoma po Maksiminovem prihodu v Rim ni mogel pričakovati nobene milosti, zato se je odločil, da se mu bo uprl in je za socesarja izvolil Pupiena in Balbina. Ko je rimska drhal izvedela, da sta za socesarja izvoljena patricija,  katerima ni bilo mnogo mar za male ljudi,  je protestirala in obmetavala cesarsko rezidenco s palicami in kamenjem. Rimska opozicija je za novega cesarja predlagala Gordijanovega vnuka Gordijana III.. V mestu so se začeli spopadi, zato Pupijen in Balbin nista imela druge izbire, kot da skleneta kompromis in Gordijana III. imenujeta za cezarja.

### Poraz in smrt
Maksiminu je na pohodu na Rim Akvileja zaprla vrata. Vojaki so zaradi nepričakovanega obleganjem mesta, lakote in bolezni  postali nezadovoljni. Aprila 238 so se vojaki II. partske legije uprli in v taboru umorili Maksimina Tračana, njegovega sina in glavne ministre. Njihove odsekane glave so nasadili na kole in jih s konjeniki poslali v Rim.
Papijen in Balbin sta po Maksiminovi smrti postala nesporna vladarja Rimskega cesarstva.

## Politika
Maksimin je podvojil plače vojakov, kar je poleg stalnega vojskovanja zahtevalo povišanje davkov. Pobiralci davkov so začeli uporabljati nasilne metode in nezakonite zaplembe, kar je še bolj poglobilo prepad med vladajočo elito in ostalim prebivalstvom.
Obrnil je Aleksandrovo politiko strpnosti do kristjanov, na katere je gledal kot na sovražnike države in jih je neusmiljeno preganjal. Med njegovimi žrtvami sta bila tudi rimski škof Poncijan in njegov naslednik Anter.

### Primarni viri
- Herodijan, Rimska zgodovina, VII. knjiga.
- Historia Augusta, Maksiminovo življenje.
- Joannes Zonaras,  Alexander Severus to Diocletian: 222–284.
- Zosim, Historia Nova.

### Sekundarni viri
- P. Southern (2001), The Roman Empire from Severus to Constantine, Routledge.
- R. Syme (1971), Emperors and Biography, Oxford University Press.
- D.S. Potter (2004), The Roman Empire at Bay, AD 180-395, Routledge,
- M.L. Meckler (1997), Maximinus Thrax (235-238 A.D.), De Imperatoribus Romanis.
- A. Canduci (2010). Triumph and Tragedy: The Rise and Fall of Rome's Immortal Emperors. Pier 9 Books. ISBN 978-1-74196-598-8.